# 사라진 총
사라진 총(寻枪, The Missing Gun)은 중국에서 제작된 루추안 감독의 2002년 범죄, 미스터리 영화이다. 강문 등이 주연으로 출연하였고 강문 등이 제작에 참여하였다.

## 출연

### 주연
- 강문
- 닝징